# سوزی قریب
سوزی قریب (به انگلیسی Susie Gharib)، متولد ۱۹۵۰، یک روزنامه‌نگار و برنده جایزه گریسی برای بهترین مجری آمریکا (سال ۲۰۰۱) است. وی در حال حاضر خبرنگار ارشد مجله فرچون است.
قریب همچنین در برنامه «گزارش شغلی شبانه» تولید شده توسط سی بی ان سی مشارکت کرده‌است، وی ۱۶ سال با آن برنامه همکاری کرد و دسامبر سال ۲۰۱۴ این نمایش را ترک کرد و بعداً توسط سو هِرِرا جایگزین شد.

## حرفه
قریب پس از یک فعالیت ۲۰ ساله در برخی از معتبرترین سازمانهای پخش آمریکا، از جمله سی ان بی سی، ان بی سی، ای اس پی ان و نیویورک، به گزارش مشاغل شبانه در سال ۱۹۹۸ پیوست.
قریب فعالیت خود را به عنوان روزنامه‌نگار تجارت در مجله فرچون آغاز کرد، جایی که نویسنده ارشد و همکار سردبیر بود.
کارهای قبلی وی شامل موقعیت‌های گزارشگر در نیوزویک، آسوشیتدپرس و نمایندگی ساده است. در سال ۱۹۸۳، به Business Times در ای اس پی ان پیوست.
وی در طی بخشی از دوران کار خود با نام دوران تأهل خود، سوزی ناظم کار می‌کرد.

## جوایز
در سال ۲۰۱۲، قریب جایزه معتبر الیوت V و جایزه بل را از انجمن نویسندگان مالی نیویورک دریافت کرد.
قریب جایزه گریسی آلن در سال ۲۰۱۳ برای نمایه ان بی آر، نخستین رئیس زن دانشگاه هاروارد، درو گیلپین فاوست ودر سال ۲۰۰۱ جایزه گریسی را به عنوان مجری برتر یک برنامه ملی خبری دریافت کرد.
قریب همچنین در سال ۲۰۱۲ جایزه فولبرایت به دلیل پیشرفت در کسب و کار جهانی، و «جایزه صفحه اول» از باشگاه Newswoman در نیویورک در سال 2007 و ۲۰۰۲ دریافت کرد. جایزه صفحه اول وی در سال ۲۰۰۲ برای یک میزگرد برجسته با مدیران عامل برجسته در مورد چگونگی بازگرداندن اعتماد به نفس سرمایه گذاران در پی رسوایی‌های تجاری در انرون و ام سی آی بود.
وی همچنین توسط سردبیران انتشارات TJFR، به عنوان یکی از ۱۰۰ روزنامه‌نگار مؤثر در آمریکا شناخته شده‌است.

## تحصیلات
قریب فارغ‌التحصیل مگنا کام لاود با افتخار فی بتا کاپا از دانشگاه کیس وسترن رزرو شد و مدرک فوق لیسانس خود را در امور بین‌الملل در دانشگاه کلمبیا کسب کرد. قریب یکی از فارغ التحصیلان برجسته دبیرستان Cleveland Heights است.

## خدمات
او عضو هیئت امنای دانشگاه کیس وسترن رزرو، هیئت مشاوران دانشکده امور بین‌الملل و عمومی دانشگاه کلمبیا و عضو باشگاه اقتصادی نیویورک است.

## زندگی شخصی
قریب، یکی از چهار دختر یک متخصص بیهوشی کلیولند است و تبار ایرانی دارد.
قریب با فِرِد اف. ناظم ازدواج کرده و دو فرزند بالغ دارد که هر دو پزشک هستند.